# Apatura salicis
Apatura salicis är en fjärilsart som beskrevs av Fabricius 1807. Apatura salicis ingår i släktet Apatura och familjen praktfjärilar. Inga underarter finns listade i Catalogue of Life.